# 출발대
출발대(出發臺) 또는 스타팅 블록(영어: starting block→출발 블록), 스타터(영어: starter)는 경주 스포츠에서 선수가 출발하기 위해 올라서는 발 받침 기구다. 주로 육상 트랙 경기와 수영에서 많이 사용되며, 출발대의 형태는 종목에 따라 다르다.

## 육상 경기

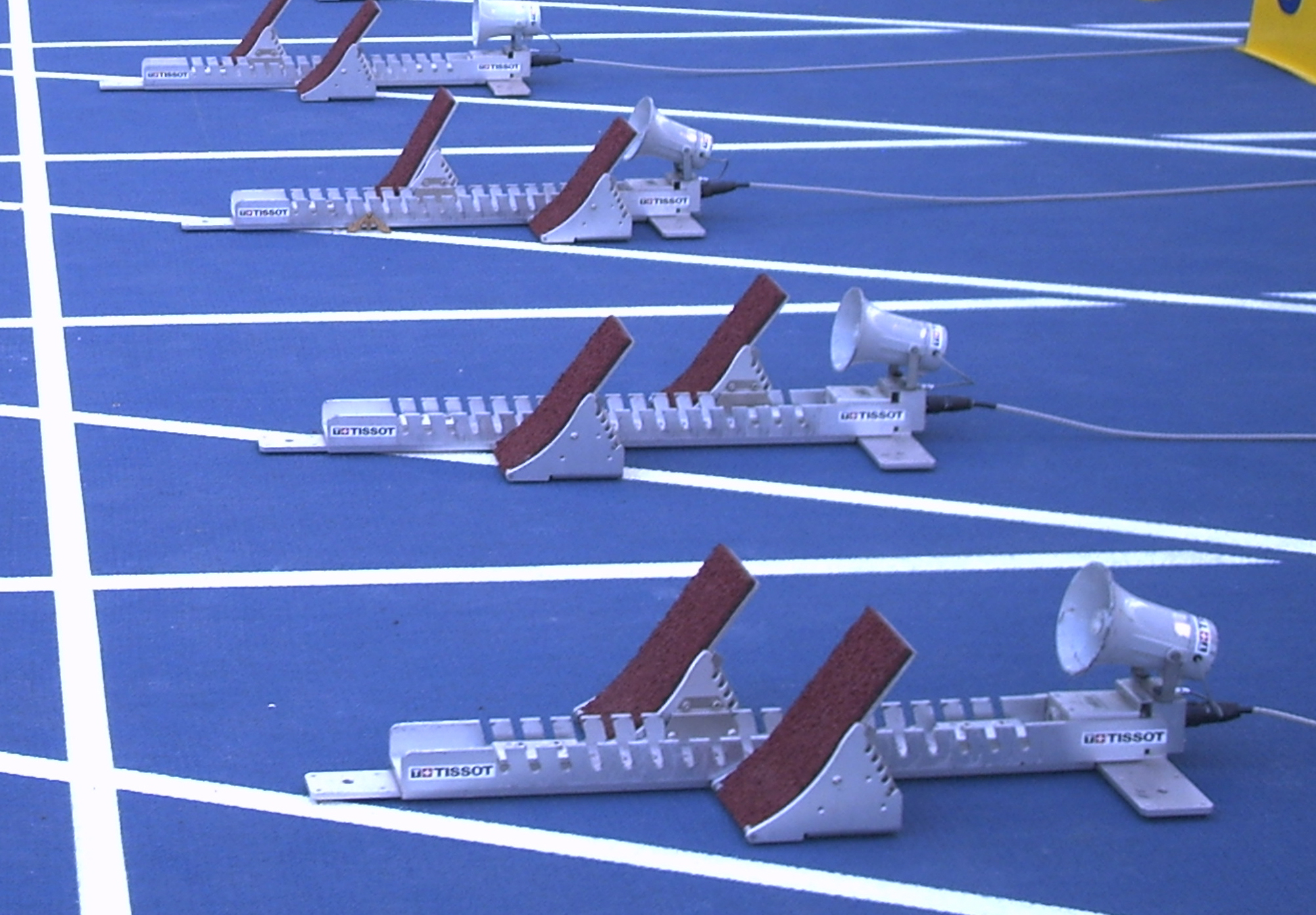
확성기가 있는 압력 감지형 스타팅 블록. 압력 센서가 조기 출발을 감지하며 동시에 확성기를 통해 출발 신호 소리를 주자들에게 제공한다.

육상 경기의 출발대는 달리기 선수가 출발시 신호총 소리에 맞춰 발을 딛고 앞으로 나아갈 때 미끄러지지 않도록 하기 위해 사용하는 기구다. 스타팅 블록은 미끄럼 방지 외에도 선수들이 보다 효율적인 출발 자세를 취할 수 있도록 하고 근육에 등척성 운동을 가할 수 있도록 도와준다. 이를 통해 출발시 힘을 더 낼 수 있으며 전반적인 스프린트 속도를 향상시킬 수 있다.
세계 육상 선수권 대회, 올림픽 등 큰 대회에서 뿐만 아니라 대부분의 모든 달리기 경기에서 스타팅 블록은 필수적인 장비이다. 스타팅 블록은 1929년 호주의 육상선수인 찰리 부스와 그의 아버지가 발명한 것으로 알려져 있다. 스타팅 블록이 발명되기 전에는 주자들이 흙길과 같은 맨 땅에 구멍을 파곤 했으며 이를 위해 경주가 시작될 때 선수들에게 모종삽이 제공되었었다. 그러나 구멍을 파고 스타팅 자세를 취하는 건 안정적이지 않았으며 출발할 때 힘을 붙이기도 어려웠다. 또한 구멍을 파고 다시 메우는 것을 반복하다 보니 트랙 표면이 많이 손상되었었다. 
스타팅 블록은 1948년 런던 올림픽 때 부터 정식으로 사용되었다. 정식으로 사용되기 전 대회에서 스타팅 블록을 처음으로 사용한 선수는 미국의 육상 선수 조지 심슨이다. 조지 심슨은 1930년 100야드 달리기에서 9.4초의 신기록을 달성하였지만 출발시 스타팅 블록을 사용했다는 이유로 기록이 인정되지 않았다.
초기의 스타팅 블록은 목재로 만들어졌다. 출발선에 목재 스타팅 블록을 고정하여 박아 놓은 트랙도 있었다. 휴대용 스타팅 블록은 땅에 박아야 하는 긴 금속 스파이크로 고정되어 있었으며 후에 금속 블록으로 발전했다. 1960년대의 스타팅 블록은 무거웠으며 자주 부러져 나사로 고정하여 사용하였다. 보다 가벼운 스타팅 블록은 판금으로 만들어졌다. 미국의 육상 선수였던 닉 뉴턴(Nick Newton)은 알루미늄으로 만들어진 스타팅 블록을 발명하였으며 이는 현재 가장 널리 쓰이는 스타팅 블록의 시초가 되었다.
1970년대부터 새롭게 사용되던 전천후 육상 트랙의 고무 표면은 오래된 스타팅 블록의 안전성을 더욱 약화시켰다. 기존의 타탄 트랙에서 스타팅 블록을 사용하게 되면 긴 구멍이 생기기 마련이었지만 오늘날 대부분의 트랙에서는 육상화에 사용되는 것과 비슷한 작은 스파이크로 스타팅 블록을 고정시켜 구멍이 생기는 부작용이 생기지 않는다. 또한 과거엔 기술적인 문제로 스타팅 블록이 제대로 고정되지 않아 선수가 미끄러지는 경우가 허다했기 때문에 선수가 스타팅 블록으로 인해 미끄러져도 부정출발로 간주하지 않았었다. 고등학교에 있는 트랙 등 일부 아마추어 환경에서는 트랙과 스타팅 블록의 질이 낮아 스타팅 블록에서 선수들이 자주 미끄러지기 때문에 블록이 미끄러지지 않도록 다른 사람(일반적으로 팀 동료)이 각 블록 뒤에 앉아 발로 블록을 고정시키기도 한다.
현재 널리 쓰이는 스타팅 블록에는 선수들의 압력을 감지하는 센서가 있어 기록을 측정하기에 수월하며, 또한 이 센서로 신호총에 대한 선수들의 반응을 측정하여 10분의 1초 이상의 빠른 반응을 보이게 되면 부정 출발로 간주된다.

## 수영

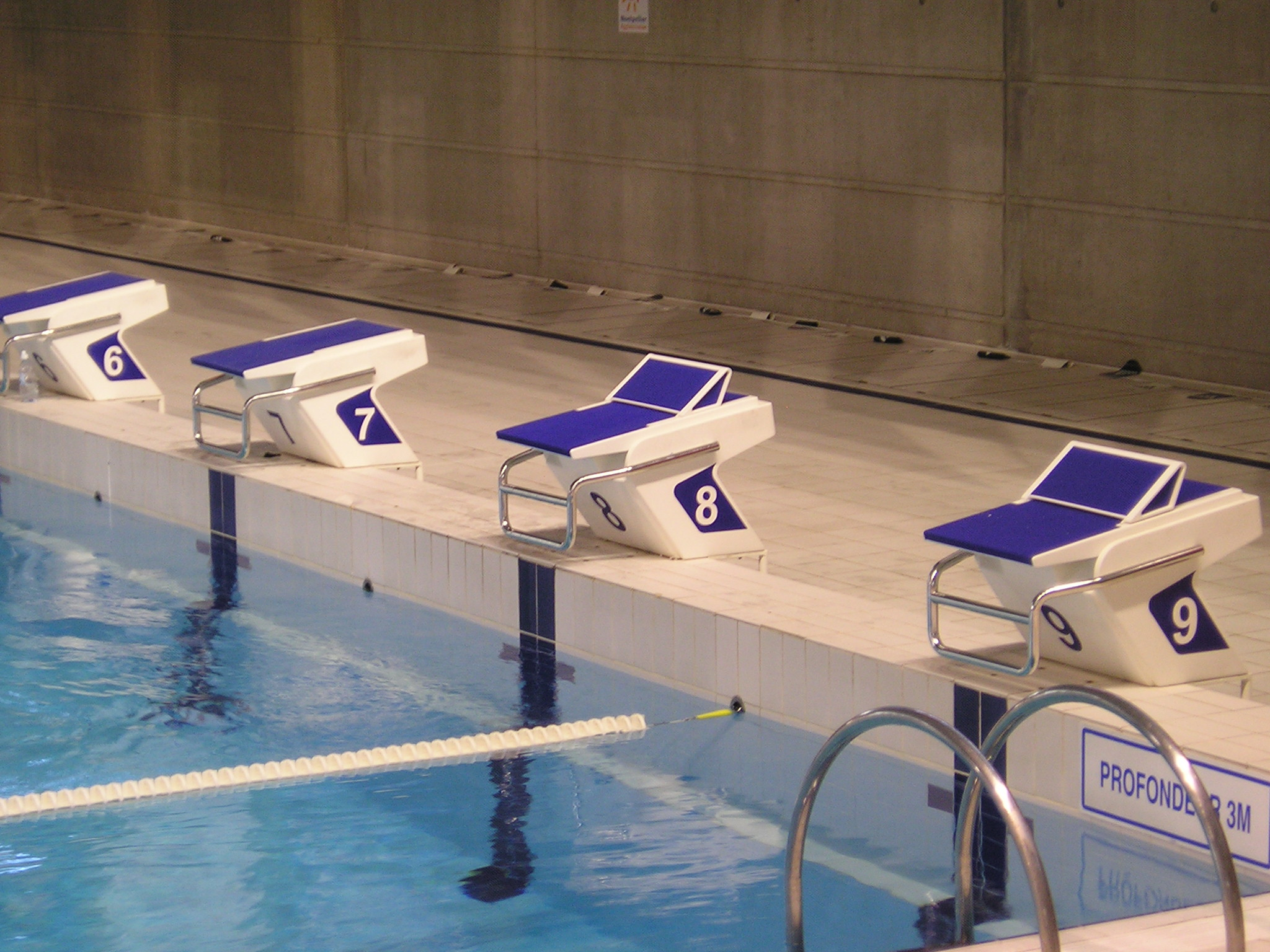
수영의 출발대

수영의 출발대는 다이빙 블록(영어: diving block)이라고도 하며, 수영 선수가 올라서서 입수할 수 있도록 수영장 끝에 설치하는 플랫폼이다.